# Antocha (Orimargula) prefurcata
Antocha (Orimargula) prefurcata is een tweevleugelige uit de familie steltmuggen (Limoniidae). De soort komt voor in het Oriëntaals gebied.